# Katrán přímořský

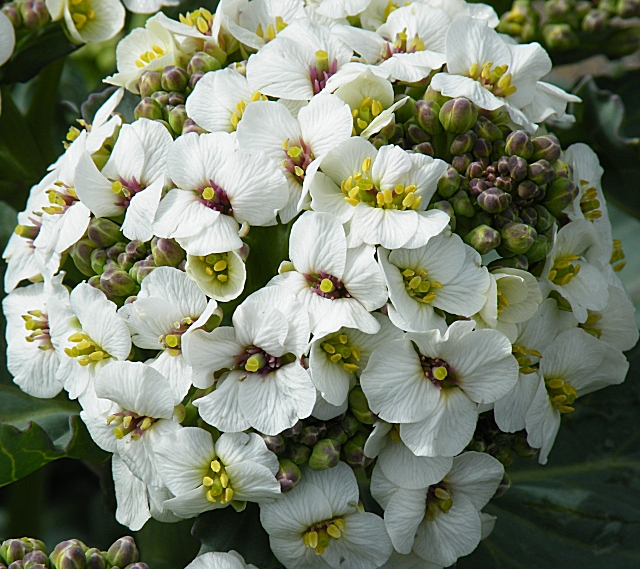
Květy z blízka

Katrán přímořský (Crambe maritima) je vytrvalá halofilní rostlina, druh rodu katrán z čeledě brukvovitých.

## Výskyt
Přirozeně vyrůstá na mořských pobřežích kolem Evropy, na severu u Baltského moře, na severozápadě u Atlantiku a na východě u Černého moře, neroste však u Středozemního moře. Vyskytuje se na oblázkových nebo písčitých plážích, nejčastěji v místech která bývají občas zaplavována vodou přinášející z moře živiny v podobě humusu se zbytků odumřelých vodních rostlin.
S ohledem na svou schopnost přežít v silně zasolených a v písčitých nebo kamenitých substrátech nemá v rostlinném společenstvu mnoho konkurentů. Přesto se z důvodů industrializaci pobřeží, znečišťování vod a rozšiřování rekreačních oblastí z mnoha svých tradičních stanovišť vytratil. Jeho stavy klesají a udržuje se většinou jen na odlehlých místech, je proto chráněnou rostlinou.
Ve volné přírodě České republiky bývá tento zřídka se vyrůstající nepůvodní druh, neofyt, považován za druh příležitostně se vyskytující nebo za druh naturalizovaný.

## Popis
Katrán přímořský je vzpřímená, vytrvalá, lysá rostlina nasivělé barvy vyrůstající s vícehlavého kořene řepovitého tvaru s tlustými oddenky. Jeho tuhé, hranaté rozvětvené lodyhy dorůstají do výše 30 až 60 cm. Namodrale ojíněné listy jsou masité, jakoby dužnaté. Spodní listy v růžici jsou podlouhle vejčité nebo okrouhlé a bývají peřenolaločné, rozdílně zubaté a zvlněné. Jsou zúžené v dlouhý řapík, bývají 10 až 40 cm dlouhé a 8 až 30 cm široké a jsou tupě zakončené. Lodyžní listy jsou oválné nebo kosočtverečné s klínovitou bázi, 6 až 8 cm dlouhé a 4 až 6 cm široké.
Rostliny obvykle od dvou let začínají kvést a okolo pěti let mívá rostlina i přes metr v průměru. Vyrůstá na ní veliké množství malých, sladce vonících čtyřčetných bílých květů sestavených do mnohokvětých hroznovitých květenství. Kalich je složen z plátků velkých až 4 × 3,5 mm a koruna z plátků o rozměrech asi 10 × 6 mm. Tyčinek s prašníky je v květu šest, dvě kratší a čtyři delší; dvoudílný semeník nese pestík s bliznou. Rostlina vykvétá v červnu a červenci, opylovači nacházejí v květech nektar. Květy mohou být opyleny cizím i vlastním pylem. Plody jsou na stopkách vztyčené, dvoudílné, oválné nepukavé šešulky. Spodní drobnější část jen asi 3 mm dlouhá je prázdná, horní až 8 mm velká obsahuje jedno semeno o velikosti cca 5 mm. Rostliny se rozšiřují semeny které mohou uzavřené v šešulkách dlouho plout po vodní hladině nebo kousky oddenků odtrženými vodními proudy.

## Význam
Tato slanomilná rostlina je i lahůdkovou zeleninou, což se odráží v jejím pojmenování „mořská kapusta“ nebo „mořské zelí“ v mnoha jazycích (např. anglicky sea kale, německy Meerkohl, finsky merikaali, estonsky merekapsas atd.). Konzumují se z ní časně z jara hlavně řapíky s ještě ne zcela rozvinutou listovou čepelí, které se upravují obdobně jako chřest, k němuž jsou přirovnávány i chuťově. Do zeleninových salátů se používají i celé listy, které obsahují několikanásobně více vitamínu C než citrusy. Jakmile začíná rostlina kvést, dostává hořkou příchuť.
Úbytek katránu přímořského hlavně z areálů okolo Britských ostrovů, jihu Skandinávie a severu Francie je také spojován i s jeho tradičním sběrem, který je nyní zcela zakázán. Protože se jeho popularita opět vrací, pěstuje se v zahradách uměle z podzimního výsevu semen nebo z jarní výsadby řízků z jeho oddenků. Pro zdárný vývoj potřebuje kompostem dostatečně vyhnojenou písčitou půdu. Aby rostliny lépe přezimovaly při silných vnitrozemských mrazech, je vhodné je zakrýt chvojím, slámou nebo listím. Pro včasnou jarní produkci lze rostliny i rychlit.

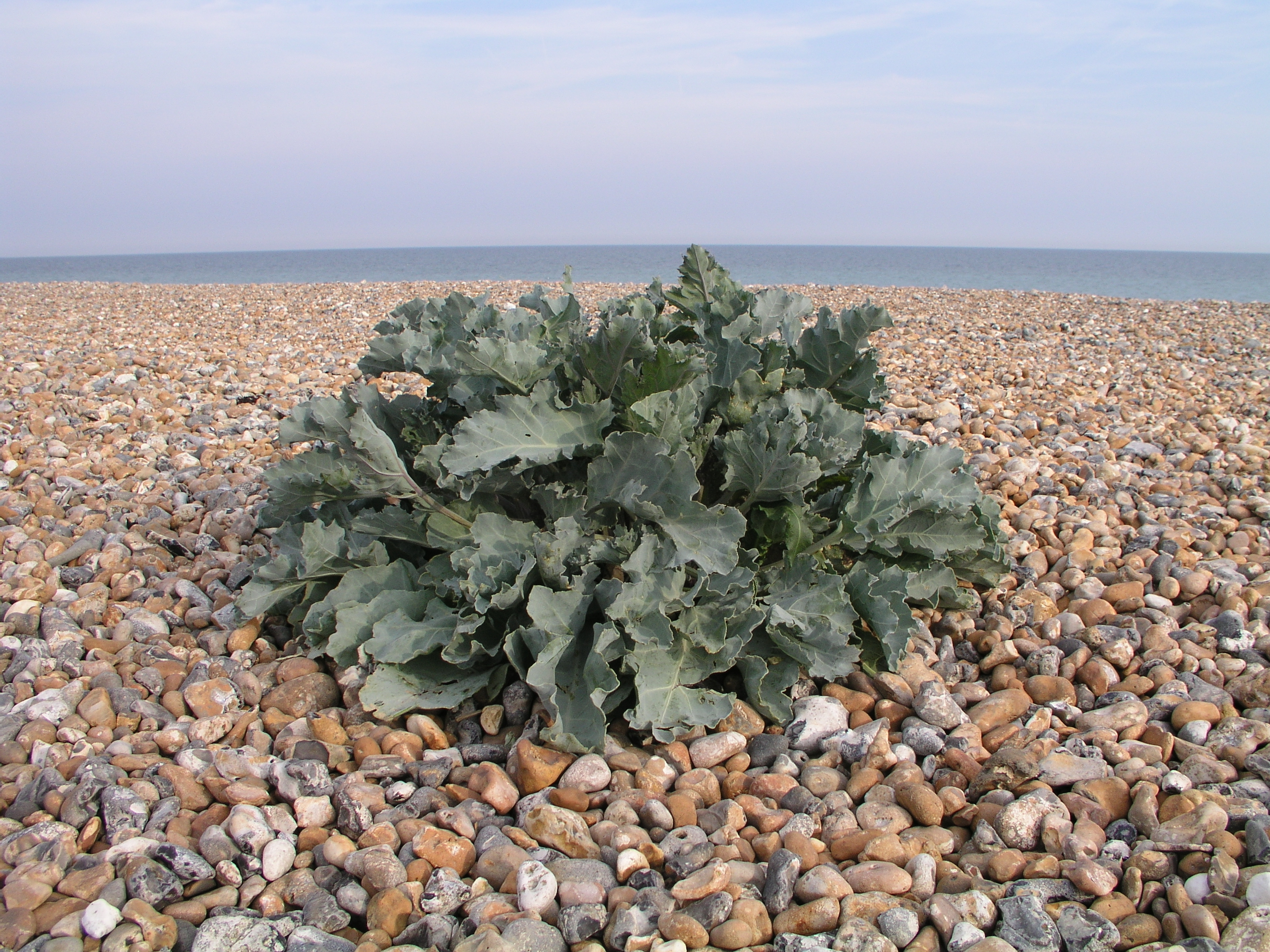
Před květem
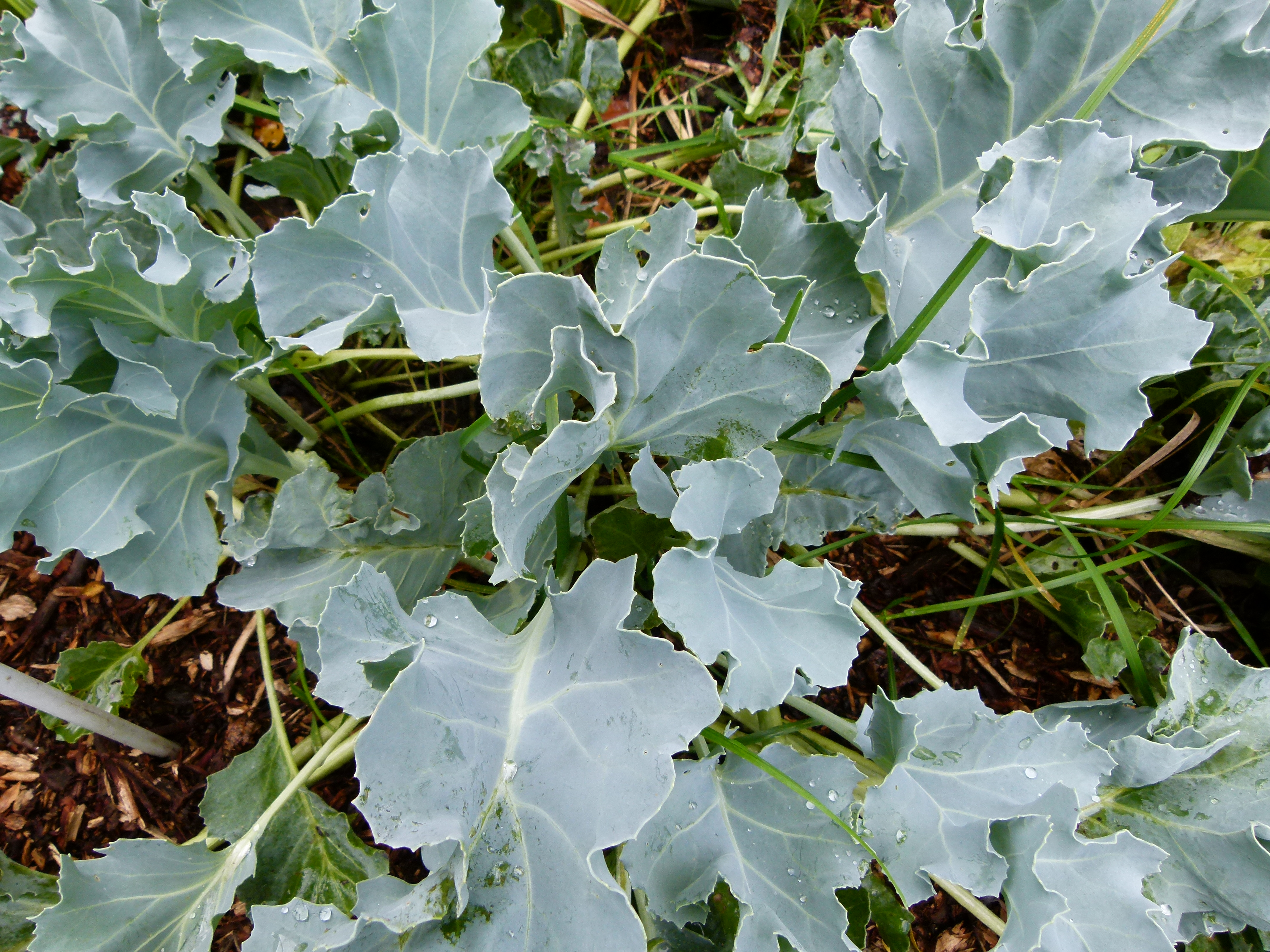
Listy
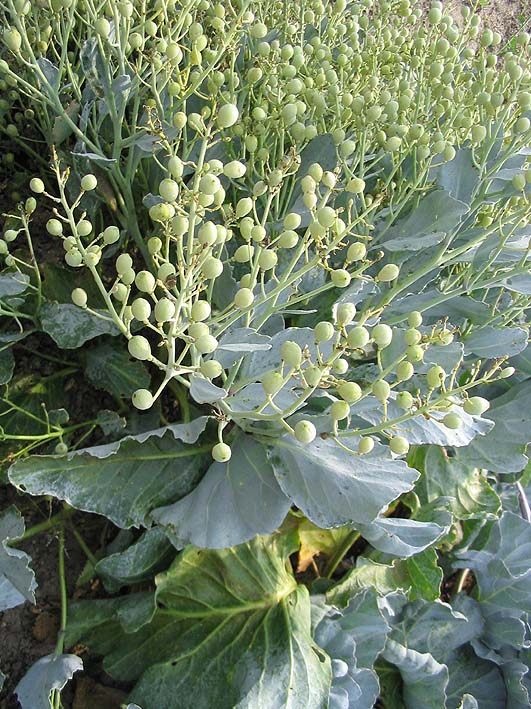
Dozrávající plody
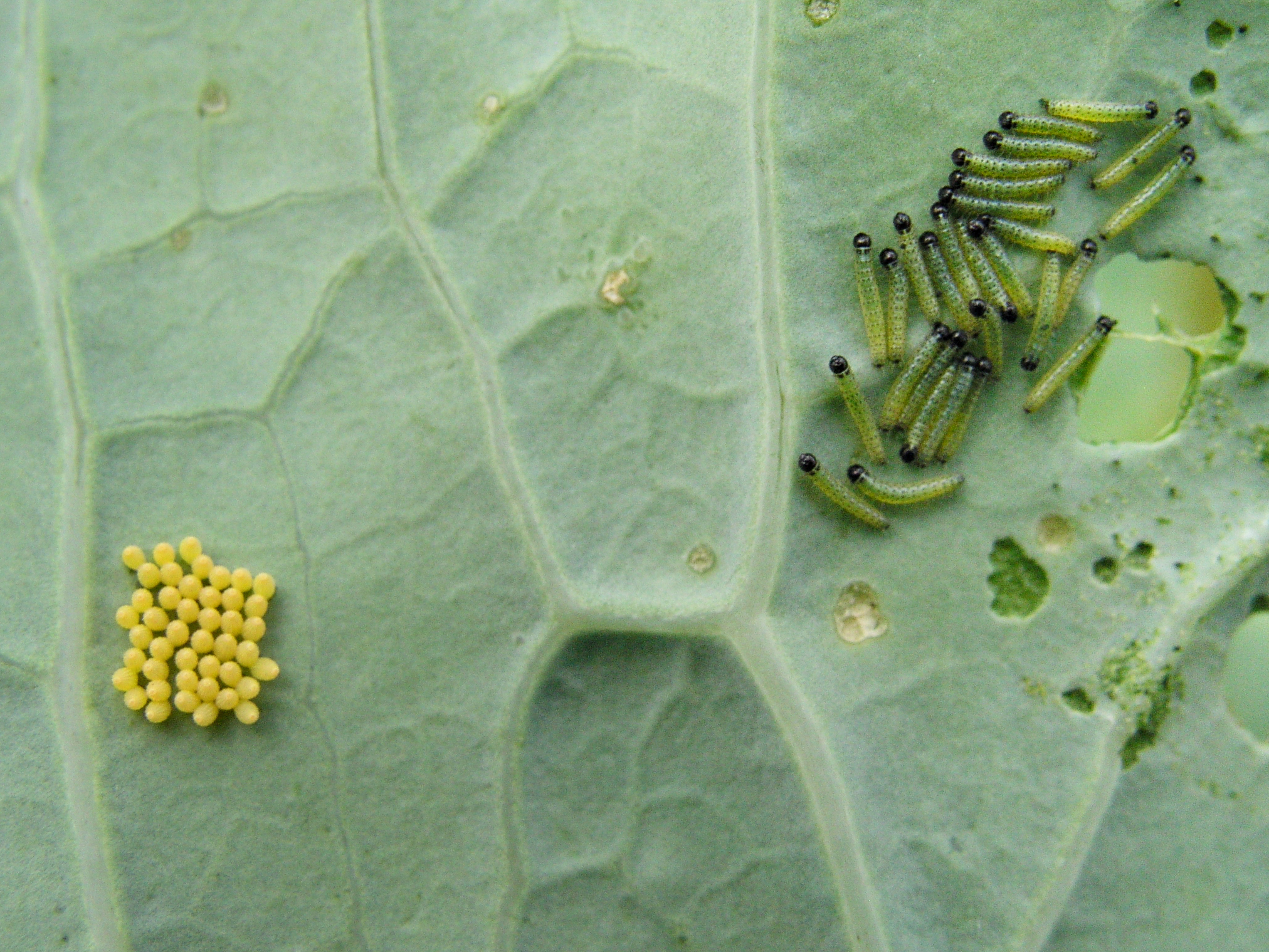
Vajíčka a housenky běláska
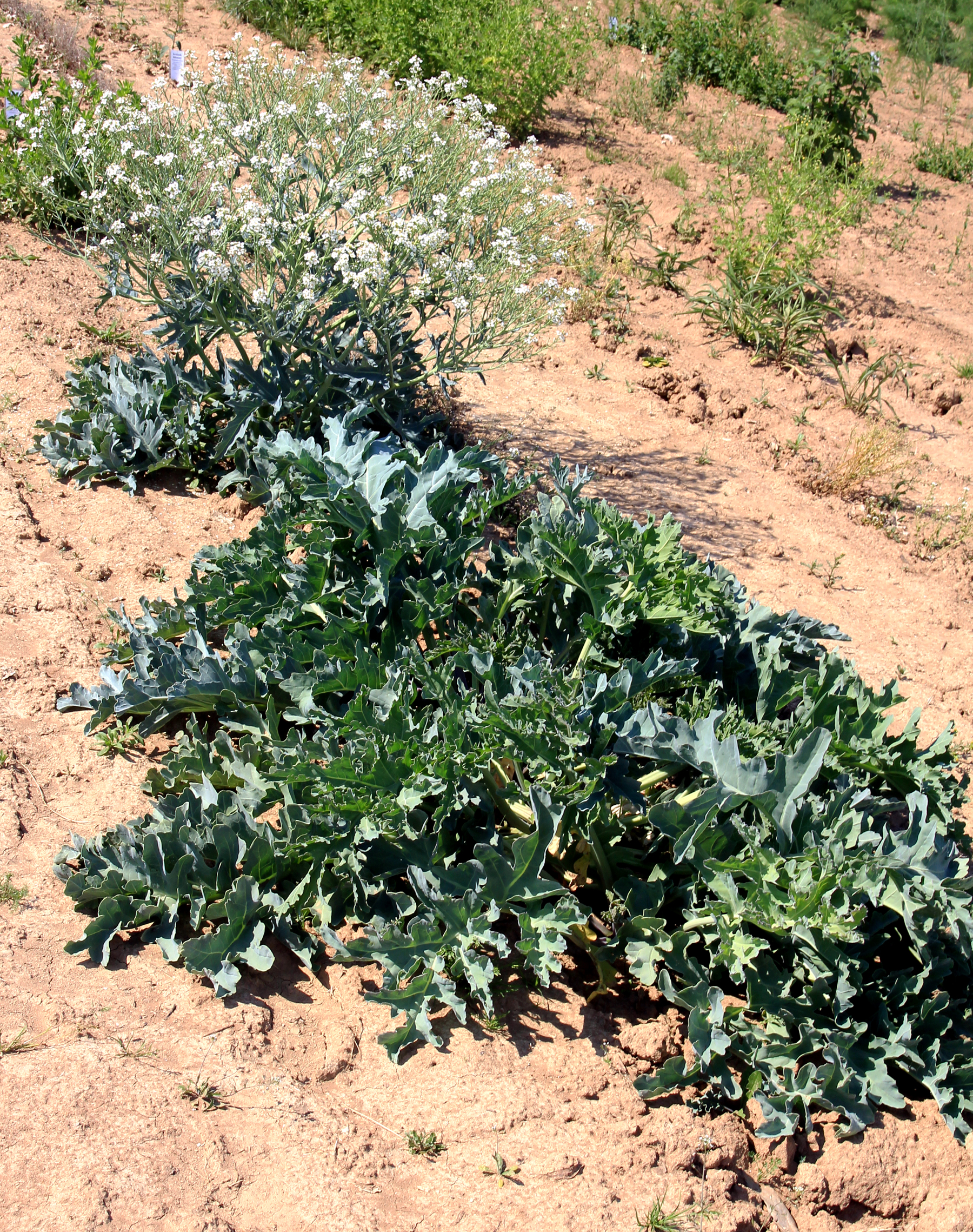
Kvetoucí rostlina a listy